# Hubert von Lassaulx
Hubert Johann Claudius von Lassaulx (* 21. Juli 1887 in Neubreisach; † 2. Juli 1955 in Bad Waldsee) war ein deutscher Pfarrer, Religionslehrer und katholischer Theologe.

## Leben und Wirken
Hubert von Lassaulx, ein Urenkel des Malers Philipp Veit und Nachkomme des Kaufmanns und Philosophen Moses Mendelssohn, wurde 1887 im elsässischen Neubreisach geboren. Er besuchte das Königliche Katholische Gymnasium zu Sigmaringen und legte  1907 das Abitur ab.
Nach kurzer Kandidatur im Kloster Beuron studierte er Theologie in Straßburg. 1912 wurde er im Straßburger Münster zum Priester geweiht. Es folgten Stationen als Assistent in Colmar und als Vikar in Duttlenheim, dann, im Ersten Weltkrieg, als Sanitätssoldat, Militärseelsorger und Divisionspfarrer. Ab 1918 wirkte er als Subsidiar und Domvikar am Kölner Dom, ab 1921 als Religionslehrer an der Kölner Oberrealschule Humboldtstraße. 1925 wurde er, nach verkürztem Referendariat, zum Studienrat ernannt.
Ab 1932 unterrichtete Lassaulx die Fächer Musik, Religion und (bis 1937) Hebräisch an dem Gymnasium, das er selbst besucht hatte, das zwischenzeitlich Staatliches Katholisches Gymnasium zu Sigmaringen hieß, und das ab 1933 zahllose Eingriffe von nationalsozialistischer Seite erfuhr. Zu Lassaulx’ Aufgaben als Musiklehrer zählte auch die Leitung des Schulchors und -orchesters. Über die Sigmaringer Jahre heißt es:

„Sicher gab es auch Gegner des NS-Regimes im Lehrerkollegium. Ein Beispiel ist der Musik- und Religionslehrer Hubert von Lassaulx, der im Schulalltag offen an den Prinzipien von Humanität und Christentum festhielt, bis er gehen musste, weil er den Nazis zu gefährlich wurde. Er war aber eher die Ausnahmeerscheinung im Kollegium.“

1941 wechselte Lassaulx, dem Rat guter Freunde folgend, an die damalige Hindenburgschule (Staatliche Oberschule für Jungen) in Wuppertal. Nach seiner vorzeitigen Pensionierung aus gesundheitlichen Gründen zog er sich 1949 als Hausgeistlicher in das Altenheim von Neutann, einem heutigen Ortsteil von Wolfegg, zurück. Hubert von Lassaulx starb 1955 nach langer Krankheit in Bad Waldsee und wurde auf dem Neutanner Friedhof beigesetzt.

## Veröffentlichungen
- Das Sonntagshochamt. Liturgisches Volksbuch mit Choralsätzen. J. Thum, Kevelaer 1928.
- Psalmenbuch. Die Psalmen im Geiste der Liturgie übersetzt und erläutert von Studienrat Hubert von Lassaulx. Revidierte 2. Auflage. Benziger, Einsiedeln u. a. 1931.
- Artikel in der Zeitschrift Musica sacra:
  - Forderungen an das deutsche Kirchenlied. (05–06/1940)
  - Das Volk im Hochamt. (04/1949)
  - Der 20. Sonntag nach Pfingsten. (07/1949)
  - Laetare. (03–04/1950)
  - Die Messe von Mariä Geburt. (09/1950)
  - Gedanken zum Advent. (12/1950)
  - Rückkehr zur Gregorianik in der evangelisch-lutherischen Kirche. (07/1953)
  - Maß und Milde. (08–09/1953)

## Informationsbasis